# Clon de Castro

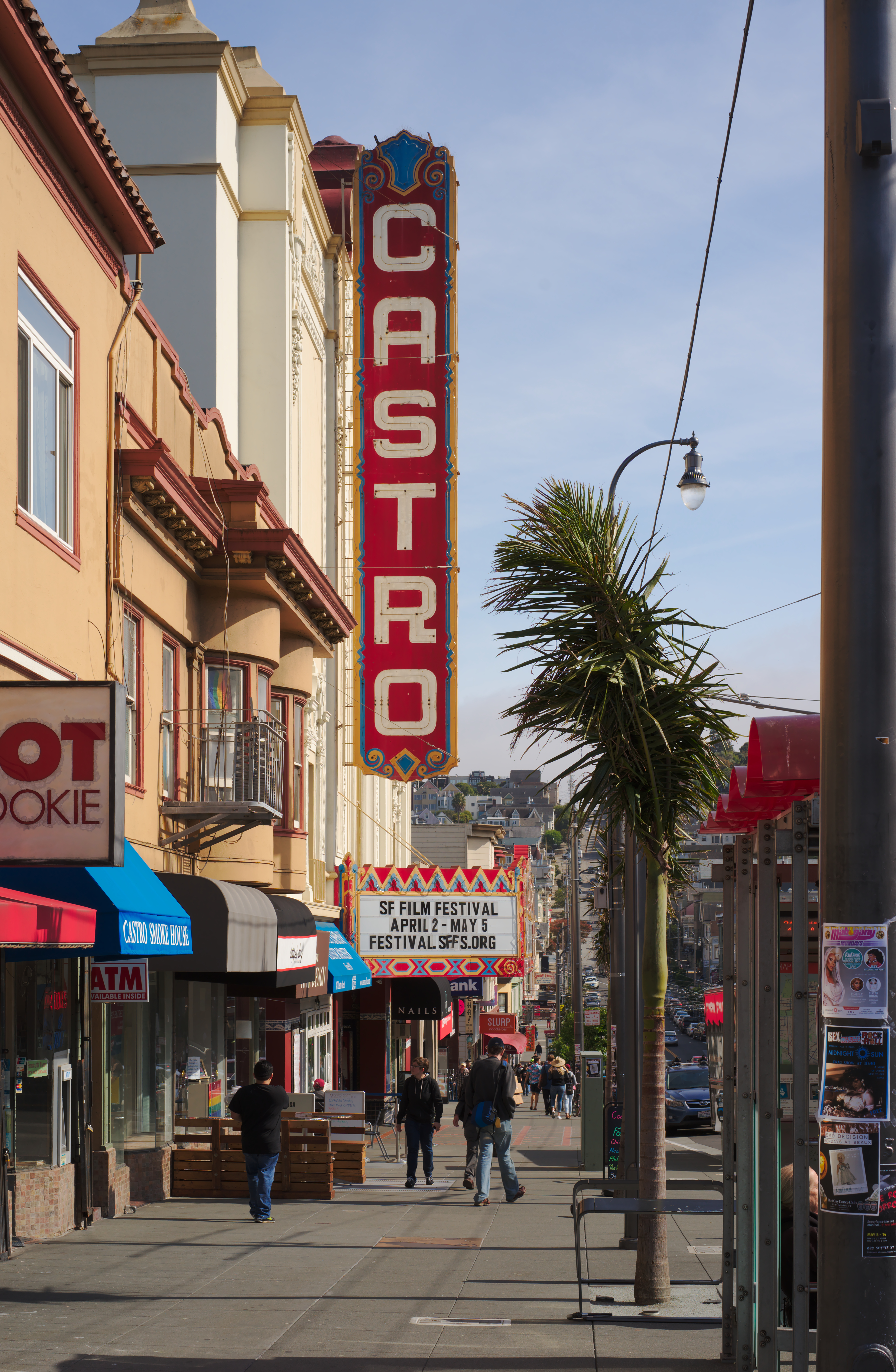
Vista del distrito de Castro, en San Francisco, California.

El término clon de Castro (en inglés: Castro clone) es una jerga LGBT estadounidense que se refiere a un hombre homosexual que se presenta en su vestimenta y estilo como un hombre de clase trabajadora idealizado. El término y la imagen surgieron en el distrito de Castro, densamente poblado por gais, en San Francisco a fines de la década de 1970, cuando el movimiento moderno por los derechos LGBT, desencadenado por los disturbios de Stonewall de 1969 en la ciudad de Nueva York y el Verano del Amor, dio origen a una comunidad urbana. El primer uso registrado del término es de "Red Queen Broadsides" de Arthur Evans, una serie de carteles que pegó en el Castro en ese momento; a partir de 1978 el columnista Marcus Hernandez (Mr. Marcus) de Bay Area Reporter acuñó el término «Valley of the Clones» ("Valle de los Clones") para referirse al Castro. El estilo fue más común desde aproximadamente mediados de la década de 1970 hasta mediados de la de 1980. El estilo Castro recuperó popularidad en la primera década del siglo XXI, particularmente entre los hipsters LGBT.

## Moda
La apariencia del clon de Castro generalmente consistía en atuendos masculinos como uniformes, jeans de cuero o Levi's y camisas a cuadros (o tartanes). El estilo se caracterizaba por una camiseta ajustada, pantalones de mezclilla que se usaban ajustados (pantalones acampanados y vaqueros de tiro bajo a principios de la década de 1970, y más tarde, los 501 de la clase trabajadora), zapatillas o botas y, a menudo, un bigote y patillas completas. Los peinados eran relativamente cortos, no al rape, pero definitivamente algo que no se volara con el viento ni requiriera mucha laca para mantenerlo en su lugar. El estilo estaba fuertemente inspirado en los greasers de los años 50 y 60, lo que también influyó en las subculturas punk, heavy metal y fetichista.
Todos los elementos del estilo servían para enfatizar los atributos físicos del usuario, especialmente aquellos asociados con la masculinidad; aquellos con cuerpos musculosos creían que menos ropa era a menudo mejor, de modo que su duro trabajo en el gimnasio fuera evidente. Los hombres homosexuales adoptaron esta vestimenta con tanta frecuencia, al principio cuando iban de bar en bar, que pronto se asoció con los hombres de la comunidad gay posterior a Stonewall.

## Concepto
Los hombres que usan esta etiqueta pueden sentir la necesidad de mantener su sentido de masculinidad, así como de "verse como corresponde". Los hombres podían adoptar partes de la apariencia que les resultaban atractivas y que les funcionaban. Para muchos hombres, el look era un signo externo de su libertad respecto de los dictados sociales y una celebración de su masculinidad personal. Algunos fetichizan el estilo, mientras que otros consideran que la apariencia es un signo de liberación, que contrarresta el estereotipo homofóbico que generaliza a todos los hombres homosexuales como afeminados.
Con la afluencia de jóvenes homosexuales que se sentían libres de expresar sus deseos sexuales, surgió una cultura de idolatría de la masculinidad, en la que los hombres rudos de clase trabajadora eran vistos como uno de los ideales, aunque muchos de esos hombres fueran en realidad profesionales de clase media.
Hubo un período en el que el "look clon" se limitó al Distrito Castro de San Francisco, pero ese período no pudo haber durado más de unas pocas semanas. La aparición de las revistas mensuales gay de Nueva York a mediados y finales de la década de 1970 (como Mandate, Playguy y Honcho) tuvo mucho que ver con la inspiración del look clon en lugares distintos del Distrito Castro. Las revistas estaban repletas de imágenes de clones, tanto en reportajes como en anuncios. Las películas porno gay de la época también impulsaron el look.
El look siguió evolucionando durante los años 1980 y más allá, influyendo de manera efectiva en el auge de la cultura oso, que amplió el concepto, convirtiendo los bigotes en barbas, enfatizando el lenguaje corporal masculino y la apariencia, y adoptando físicos de exfutbolistas fornidos a regordetes; producto de la semejanza de estilos, el concepto también comenzó a ser utilizado para los representantes de la subcultura leather. Esto contrastaba con la derivación subcultural más común del fenómeno del clon de Castro, la evolución twink que condujo a la musculatura delgada, ligeramente más elegante, inducida por el gimnasio y la dieta, apreciada entre los hombres gay urbanos. Esto comenzó a mediados y finales de los años 80, cuando los hombres lucían modas y peinados inspirados en actores populares como Rob Lowe y Don Johnson, así como en estrellas del pop rock como George Michael y Simon Le Bon.

## Críticas
Uno de los que criticó a los clones de Castro fue el cantante gay Sylvester, quien afirmó que estos clones a menudo lo molestaban y juzgaban a los hombres afeminados o extravagantes. Paul Lorch, columnista de Bay Area Reporter, señalaba en 1982 que el concepto "clon de Castro" comenzaba a utilizarse más como un término peyorativo.